# Bergisch Gladbach
Bergisch Gladbach je grad u Njemačkoj, u Sjevernoj Rajni-Vestfaliji. Glavni je grad okruga Rheinisch-Bergischer Kreis. Prema stanju iz 2007. godine, Bergisch Gladbach ima 105.840 stanovnika.

## Geografija
Bergisch Gladbach nalazi se istočno od rijeke Rajne, otprilike 10 kilometara istočno od Kölna.

### Susjedne općine
Počevši od sjevera u smjeru kazaljki na susjedne općine i susjednih gradova su: Odenthal, Kurten, overath, rosrath, Köln i Leverkusen.

## Ekonomija
Proizvodnja papira, tisak, proizvodnja staklene vune, čokolada i visokotehnološka industrija čine velik dio gospodarstva Bergischa Gladbacha.

## Gradovi partneri
- Bourgoin-Jallieu, Francuska
- Luton, Ujedinjeno Kraljevstvo
- Velsen, Nizozemska
- Joinville-le-Pont, Francuska
- Runnymede, Ujedinjeno Kraljevstvo
- Marijampolė, Litva
- Limasol, Cipar
- Pszczyna, Poljska
- Oro-Station, Kanada

## Poznate osobe iz Bergisch Gladbacha
- Heidi Klum (1973.), model
- Fabian Hambüchen (1987.), gimnastičar
- Dennie Christian (1956.), pjevač
- Georg Koch (1972), nogometni vratar
- Tim Wiese (1981.), nogometni vratar
- Mats Hummels (1988.), nogometaš

## Vanjske poveznice
- Službena stranica (njem.)

### Ostali projekti
|  | Zajednički poslužitelj ima još gradiva o temi Bergisch Gladbach |